# Gerbitz
Gerbitz is een plaats en voormalige gemeente in de Duitse deelstaat Saksen-Anhalt, en maakt deel uit van de Landkreis Salzlandkreis.
Gerbitz telt 652 inwoners.